# Elizabeth Bibesco
Elizabeth Bibesco, celým jménem Elizabeth Bibesco de Brancovan, rozená Elisabeth Charlotte Lucy Asquith (26. února 1897 Londýn – 7. dubna 1945 Bukurešť), byla anglická spisovatelka.

## Život
Elizabeth byla prvním dítětem politika a pozdějšího premiéra Herberta Henryho Asquitha, prvního hraběte z Oxfordu a Asquith (1852-1928) a jeho druhé manželky, spisovatelky Margaret Asquith (1864-1945). Během první světové války byla Elizabeth zapojena se svou matkou do několika společenských oblastí, včetně organizování a vedení matiné pro vojáky. Během této doby se setkala s princem Antoinem Bibescem de Brancovanem, který byl prvním tajemníkem rumunské ambasády v Londýně.
29. dubna 1919 se lady Elizabeth Asquithová provdala za aristokrata Antoina Bibesca de Brancovan (1878-1951) v kostele St Margaret's Church ve Westminsteru v Londýně. V té době byla svatba společenskou událostí roku, mezi hosty bylo mnoho lidí z evropské vysoké a majetné aristokracie. Mladý pár poté žil v Paříži, kde se jim narodila jediná dcera Priscilla (1920-2004).
Během velmi krátké doby se seznámila s nejznámějšími umělci města, včetně Clauda Debussyho a Marcela Prousta. V meziválečném období plnill její manžel řadu diplomatických povinností: na počátku 20. let byl velvyslancem ve Washingtonu, D.C. a poté v Madridu (1927–1931), kam ho doprovázela.
V letech 1921 až 1940 napsala Elizabeth Bibesco de Brancovan několik povídek, čtyři romány, dvě divadelní hry a sbírku poezie. Ve své práci čerpala ze svých zkušeností z britské vysoké společnosti. Během této doby udržovala čilou korespondenci se spisovatelkami Virginií Woolfovou a Katherine Mansfieldovou. Za druhé světové války žila na rodinném statku v Rumunsku, kde v dubnu 1945 zemřela na následky zápalu plic.

## Dílo
- I Have Only Myself to Blame, 1921, sbírka povídek
- Balloons, 1922, sbírka povídek
- The Fir and the Palm, 1924, román
- The Whole Story, 1925, sbírka povídek
- The Painted Swan, 1926, divadelní hra
- There is No Return, 1927, román
- Points of View, 1927, divadelní hra
- Poems, 1927, poesie
- Portrait of Caroline, 1931, román
- The Romantic, 1940, román